# Calamospondylus
Calamospondylus là một chi khủng long theropoda. Nó sống vào thời kỳ đầu kỷ Creta, và hóa thạch của nó được tìm thấy ở Anh. Loài điển hình, Calamospondylus oweni, được mô tả bởi nhà cổ sinh vật học nghiệp dư Reverend William D. Fox năm 1866, nhưng nó chỉ dựa trên các hóa thạch rời rạc. Nó là một phần của rắc rối phân loại với Aristosuchus và Calamosaurus (cũng từng được đặt tên "Calamospondylus", nay đã tái danh). Nó có vẻ là một oviraptorosauria nguyên thủy.